# Боровська (Даровський район)
Боровська́ (рос. Боровская) — присілок у складі Даровського району Кіровської області, Росія. Входить до складу Лузянського сільського поселення.
Населення становить 12 осіб (2010, 23 у 2002).
Національний склад станом на 2002 рік — росіяни 100 %.